# Publications de Ludo (magazine)
Liste des publications de Ludo Magazine (1972-1977).
| n°/page!       | Titre!                                   | série                             |
| -------------- | ---------------------------------------- | --------------------------------- |
| 09/05          | Le voleur crie aussi                     | Ludo                              |
| 09/07          | L'épave                                  | récit - enquête                   |
| 09/08          | Bagarre en mer                           | M. Loupe                          |
| 09/09          | L'homme a la décapotable                 | Ludo                              |
| 09/13          | Une fausse alerte                        | Ludo                              |
| 09/15          | Préméditation                            | Ludo                              |
| 09/16          | L'affaire Gugu                           | M. Loupe                          |
| 09/17-21       | Dernier voyage de monsieur Colin         | Le lecteur mène l'enquête         |
| 09/27          | Lettres de chantage                      | Ludo                              |
| 09/29          | Un gardien trop zélé                     | Ludo                              |
| 09/30          | Le détournement                          | M. Loupe                          |
| 09/31          | Un vol sous la pluie                     | Ludo                              |
| 09/35-40       | Vols en série - A. Poirier               | récit - enquête                   |
| 09/41          | Une tournée fatigante                    | Ludo                              |
| 09/45          | Pique-nique ou hold-up ?                 | Ludo                              |
| 09/51          | Des documents légers                     | Ludo                              |
| 09/52          | Expertise                                | récit - enquête                   |
| 09/53          | Une partie qui finit mal                 | Ludo                              |
| 09/57          | La caravane                              | Ludo                              |
| 09/58          | Gougouze en action                       | M. Loupe                          |
| 09/59          | Un coup dur                              | Ludo                              |
| 09/61          | Les ennemis du chat                      | Ludo                              |
| 09/62          | Vol à la gare                            | M. Loupe                          |
| 09/63          | Un étourdi                               | Ludo                              |
| 09/67-70       | L'étrange suicide du vaincu de Trafalgar | récit historique                  |
| 09/71          | Du linge disparaît                       | Ludo                              |
| 09/73          | La voiture de Ludo                       | Ludo                              |
| 09/75          | Le vrai témoin                           | Ludo                              |
| 09/76-77       | Le testament                             | récit - enquête                   |
| 09/81          | L'amateur d'énigmes                      | Ludo                              |
| 09/83          | Promenade en mer                         | Ludo                              |
| 09/85-92       | Coup double chez le P.D.G. - A. Poirier  | récit - enquête                   |
| 09/96          | Sauvetage manqué                         | récit - enquête                   |
| 17/04-10       | Le pari                                  | Histoires de Pierre Bellemare     |
| 17/10-18       | Et son veston croisé sera boutonné       | Histoires de Pierre Bellemare     |
| 17/19          | Un malade irascible                      | Ludo                              |
| 17/21          | Un vol au grand air                      | Ludo                              |
| 17/23          | L'alibi de Salvador                      | Ludo                              |
| 17/27          | Drôle de Berger                          | récit - enquête                   |
| 17/31          | Double attentat                          | Ludo                              |
| 17/32-33+84-85 | Ludo raconte                             | récit - enquête                   |
| 17/35          | Le cadavre dans la grange                | récit - enquête                   |
| 17/37          | Une enquête rapide                       | Ludo                              |
| 17/39-46       | Les souvenirs du commissaire Chauveau    | récit historique                  |
| 17/49          | Un curieux réparateur                    | Ludo                              |
| 17/51-53       | Du poison pour Henri III                 | Une aventure de Chicot fou du roi |
| 17/55          | Un étrange témoin                        | Ludo                              |
| 17/57-68       | Un inculpé exigeant                      | à vous de juger                   |
| 17/69          | Violente bagare                          | Ludo                              |
| 17/70          | Que de témoins                           | Ludo                              |
| 17/71-75       | Vol 447 ne répond plus                   | L'enquête du lecteur              |
| 17/76          | Un dangereux chauffard                   | Ludo                              |
| 17/77          | En patrouille                            | récit - enquête                   |
| 17/79-81       | Gaëtan mène l'enquête                    | Gaëtan                            |
| 17/83          | Le voleur de plans                       | Ludo                              |
| 17/86          | L'accident de voiture                    | récit - enquête                   |
| 17/87-91       | On a enlevé Ludo                         | Ludo                              |
| 17/92+94-95    | Les pirates de l'espace                  | Jeu de plateau                    |
| 17/93          | Au café des amis                         | Ludo                              |